# Phablet

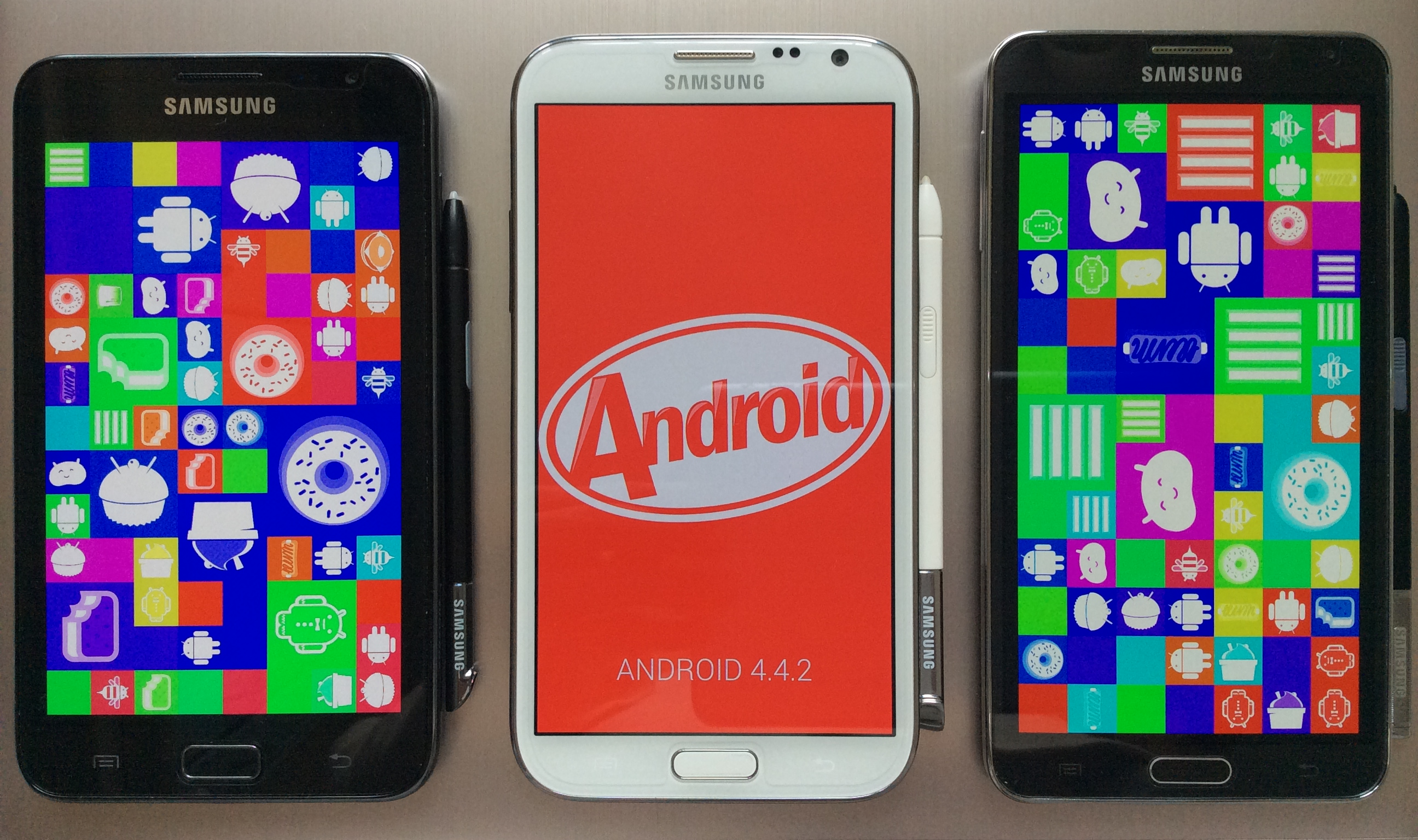
Samsung Galaxy Note první, druhé a třetí generace

Phablet [ˈfæblɪt]IPA je přenosné zařízení s dotykovým displejem kombinující principy smartphonu a tabletu. Toto označení phablet vzniklo spojením slov phone a tablet. Toto označení se používalo pouze několik let, protože průměrné velikosti dotykových telefonů postupně narostly do velikosti malých tabletů.
Hlavní výhodou přístroje je kombinace dvou zařízení v jednom. Kvůli větší velikosti je ale téměř nemožné nosit přístroj v kapse u kalhot. V roce 2012 se většina phabletů prodávala na asijském trhu, kde se těšily popularitě. V závěru desátých let už většina chytrých telefonů měla displej větší než pět palců.
Displeje jsou dostatečně velké pro pohodlné prohlížení webových stránek i k práci s e-maily a fotografiemi. Zároveň jsou ale kompaktnější než tradiční tablety.
V Německu se pro stejný typ přístrojů používá odlišné označení smartlet. Za první zařízení této třídy se tradičně pokládá Samsung Galaxy Note, který byl uveden na trh v roce 2011.
V České republice se během let zažil[zdroj⁠?!] počeštěný termín tabletofon, který je používán pro označení telefonů s úhlopříčkou displeje od 5,5 palců.[zdroj⁠?!]

## Modely (podle abecedy)
- Apple iPhone 6 Plus
- Apple iPhone 6s Plus
- Apple iPhone 7 Plus
- Apple iPhone 8 Plus
- Apple iPhone X
- Alcatel Onetouch Hero 2
- ASUS Fonepad Note 6
- ASUS Fonepad 7
- ASUS Zenfone 2
- Changjiang N7300
- Evolveo XtraPhone 5.3 Q4
- Goclever Fone 570Q
- HTC One Max
- HTC Desire 816
- Huawei Ascend Mate M1
- Lark Phablet 6.0
- Lenovo A850
- Lenovo K900
- Lenovo Phab
- Lenovo Phab Plus
- LG D686 G Pro Lite Dual
- LG D802 Optimus G2
- LG D955 G Flex
- Microsoft Lumia 640 XL
- Microsoft Lumia 950 XL
- Nokia Lumia 1320
- Nokia Lumia 1520
- Prestigio MultiPhone 5300 DUO
- Prestigio MultiPhone 7600 DUO
- Samsung Galaxy A9 (2018)
- Samsung Galaxy M10
- Samsung Galaxy M20
- Samsung Galaxy Mega 5.8
- Samsung Galaxy Mega 6.3
- Samsung Galaxy Note
- Samsung Galaxy Note Edge
- Samsung Galaxy Note 2
- Samsung Galaxy Note 3
- Samsung Galaxy Note 4
- Samsung Galaxy Note 7
- Samsung Galaxy Note FE
- Samsung Galaxy Note 8
- Sony Xperia Z Ultra
- Xiaomi Redmi Note 7/Pro
- Xiaomi Redmi Note 6 Pro
- Xiaomi Redmi Note 5/Pro
- Xiaomi Redmi Note 4
- Xiaomi Mi note
- Xiaomi Mi Max 2
- Xiaomi Mi MIX
- ZOPO ZP998